# آدریانا وگا
آدریانا وگا (اسپانیایی: Adriana Vega‎؛ زادهٔ ۲۵ فوریهٔ ۱۹۶۰) بازیگر اهل اسپانیا است. وی کارش را با بازی در یک سریال تلویزیونی آغاز کرد.
از فیلم‌ها یا مجموعه‌های تلویزیونی که وی در آن‌ها نقش داشته است، می‌توان به بیمارستان مرکزی و خاور باختر اشاره نمود.